# Impressió (etologia)

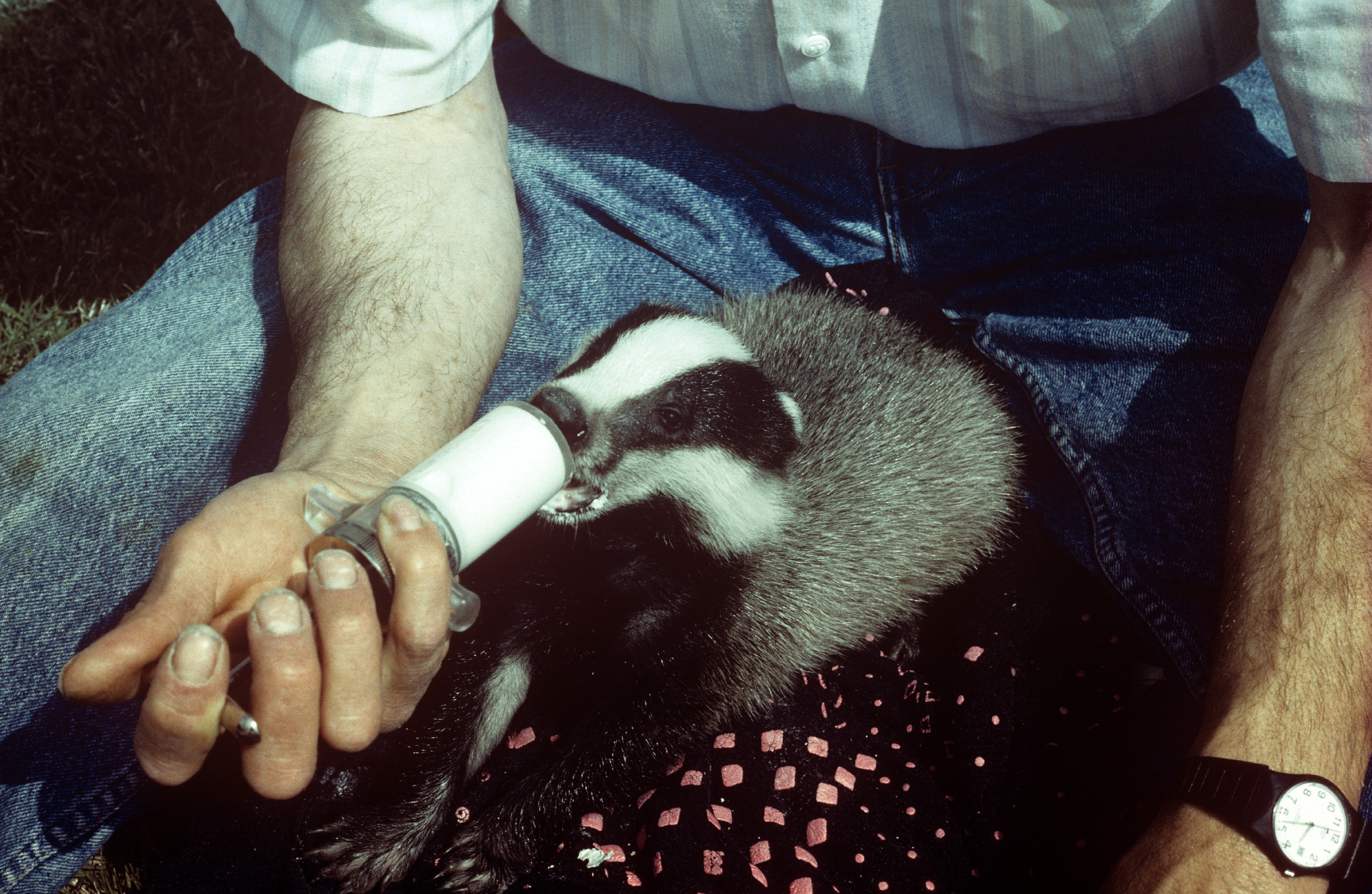
Procés d'Alletament

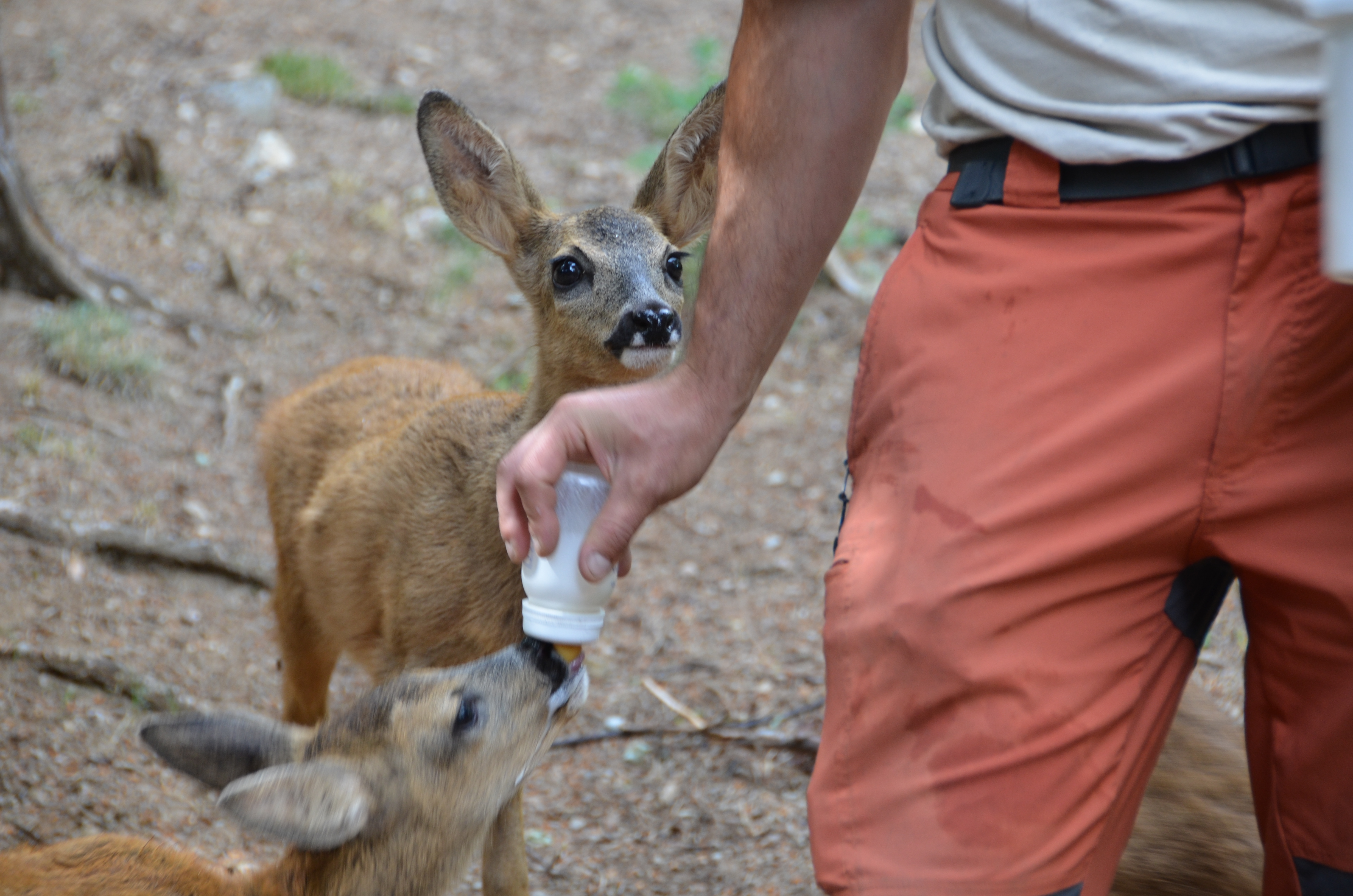
Alletament d'animals en captivitat a MónNatura Pirineus

La impressió és el procés d’aprenentatge que ocorre en les cries durant un curt període de receptivitat, en el qual s'identifiquen amb els adults de la seva pròpia espècie. Aquest moment crític d'aprenentatge, ràpid i inevitable, del qual resulta una forma estereotipada de reacció enfront d'un model, també es dona si aquest model és un individu d'una espècie diferent (progenitors adoptius), o, fins i tot, una joguina o objecte mecànic.

## Història
Va ser Konrad Lorenz (1903-1989), zoòleg i etòleg austríac, pioner en l'estudi del comportament animal, qui va observar a les cries d’oques seguir la mare poc després de trencar l'ou, creant un vincle important que ajudava la mare a protegir-les i a entrenar-les. Un descobriment important de Lorenz va ser que les oques òrfenes el seguien a ell com si fos la seva mare en sortir de l'ou. Els nounats detectaven un ésser en el moment de trencar la closca i es produïa aquest vincle maternofilial. A aquest patró més o menys permanent Konrad Lorenz el va anomenar ‘impressió’ (en anglès ‘imprinting’).

## El procés biològic
A la natura, normalment el primer objecte que un animal escolta, toca, olora o veu és un dels seus progenitors i la impressió es donarà amb la seva pròpia espècie; però experimentalment altres animals, objectes inanimats i el mateix ésser humà han estat utilitzats per estudiar aquest comportament o fase d'aprenentatge, comprovant que moltes espècies reconeixen com a pròpia aquest primer objecte, animat o inanimat, amb el qual fixen la seva atenció.
El temps que triga a crear-se aquest vincle és diferent segons cada espècie. En el cas de les aus nidífugues aquest període és molt curt i la màxima impressió es dona entre les 10 i les 20 hores després de trencar l'ou. En els mamífers aquest període és més llarg, com per exemple en el cas dels llops, que va dels 15 als 45 dies d'edat.

## El perquè de la impressió; pros i contres
Es denomina animal impressionat a aquell que se li ha modificat la seva impressió amb l'objecte que es cregui part d'una altra espècie, generalment l'espècie humana. La impressió d'animals passa per diferents finalitats no totes elles exemptes de controvèrsia d'un punt de vista ètic. De les necessitats pròpies de la investigació científica fins a l'ús en rodatges comercials, de documentaris o films, on la perillositat d'un animal en estat salvatge impossibilitaria la seva realització.
Dels defensors d'aquesta pràctica  s'argüeix que gravacions com documentaris de natura de la BBC o el mític “El Hombre y la Tierra” de Felix Rodríguez de la Fuente, no haguessin estat possibles sense animals impressionats, no permetent la tasca de conscienciació i defensa del medi natural que, durant molts anys, des d'aquests espais s'ha efectuat. Per contra, els detractors, argumenten una falta de rigor a l'hora de mostrar els comportaments naturals de l'espècie en estat salvatge que pel cap baix han de ser informats al públic que ha de saber que es tracta d'imatges d'animals impressionats. Un darrer ús d'animals impressionats es produeix en tasques de sensibilització i educació ambiental. En aquest cas el procés d'impressió permet d'observar l'animal de ben a prop sense que aquest pateixi cap mena d'estrès; la identificació que l'animal fa dels éssers humans com de la seva pròpia espècie li evita patiments i comportaments estereotipats com els que algunes vegades observem en animals estabulats.
Animals orfes trobats a la natura, nascuts en captivitat en nuclis zoològics o provinents de decomisos són alimentats per experts en fauna, convertint-se així en els seus progenitors mitjançant el procés de la impressió, i fent que reconeguin per sempre com a pròpia l'espècie humana. Han salvat la vida, però no poden tornar a la natura, ja que tot i que el seu fort instint, el disc dur amb el qual neixen, els permetria cercar aliment, fugir dels depredadors, fer-se el cau, etc. El fet de no tenir por dels humans faria que s'acostin als nuclis habitats amb el perill que això hi suposaria. Aquests animals es converteixen en ambaixadors de les seves espècies i del medi natural en general, amb la funció de sensibilitzar als visitants enfront de les diferents problemàtiques i conscienciar, en especial a les generacions més joves, de la necessitat de preservar el medi ambient i la seva biodiversitat.